# 43 Camelopardalis
43 Camelopardalis, som är stjärnans Flamsteed-beteckning, är en ensam stjärna i den mellersta delen av stjärnbilden Giraffen. Den har en skenbar magnitud på ca 5,11 och är svagt synlig för blotta ögat där ljusföroreningar ej förekommer. Baserat på parallaxmätning inom Hipparcosuppdraget på ca 3,1 mas, beräknas den befinna sig på ett avstånd på ca 1 060 ljusår (ca 330 parsek) från solen. Den rör sig närmare solen med en heliocentrisk radialhastighet på ca -21 km/s.

## Egenskaper
43 Camelopardalis är en blå till vit jättestjärna av spektralklass B7 III. Den har en massa som är ca 5 solmassor, en radie som är ca 4,4 solradier och utsänder ca 724 gånger mera energi än solen från dess fotosfär vid en effektiv temperatur på ca 13 200 K.